# Campionato georgiano di calcio a 5 2005-2006
Il Campionato georgiano di calcio a 5 2005-2006, detto Supreme League, è stato il dodicesimo Campionato georgiano di calcio a 5 e si è svolto nella stagione 2005/2006.

## Stagione regolare
| Pos | Squadra             | Pti | G  | V  | N | P  | GF  | GS  |
| --- | ------------------- | --- | -- | -- | - | -- | --- | --- |
| 1   | Centrpoint Tbilisi  | 85  | 32 | 28 | 1 | 3  | 294 | 127 |
| 2   | Iberia 2003 Tbilisi | 83  | 32 | 27 | 2 | 3  | 219 | 89  |
| 3   | Saburtalo Tbilisi   | 67  | 32 | 21 | 4 | 7  | 249 | 168 |
| 4   | Nikora Tbilisi      | 58  | 32 | 19 | 1 | 12 | 160 | 133 |
| 5   | Bermukha Tbilisi    | 44  | 32 | 14 | 2 | 16 | 187 | 203 |
| 6   | Adjara Tbilisi      | 28  | 32 | 9  | 1 | 22 | 135 | 197 |
| 7   | Qartli Gori         | 24  | 32 | 7  | 3 | 22 | 141 | 224 |
| 8   | Imedi Tbilisi       | 23  | 32 | 7  | 2 | 23 | 138 | 219 |
| 9   | Sukhumi             | 11  | 32 | 3  | 2 | 27 | 136 | 299 |

## Play-off

### Semifinali
| Squadre                 | Gara1 | Gara2 | Gara3 |
| ----------------------- | ----- | ----- | ----- |
| Centrpoint - Nikora     | 3-1   | 3-6   | 2-6   |
| Iberia 2003 - Saburtalo | 8-2   | 9-5   |       |

### Finale
| Squadre              | Gara1 | Gara2 | Gara3 |
| -------------------- | ----- | ----- | ----- |
| Nikora - Iberia 2003 | 0-9   | 0-2   |       |